# Charles Saint-Yves

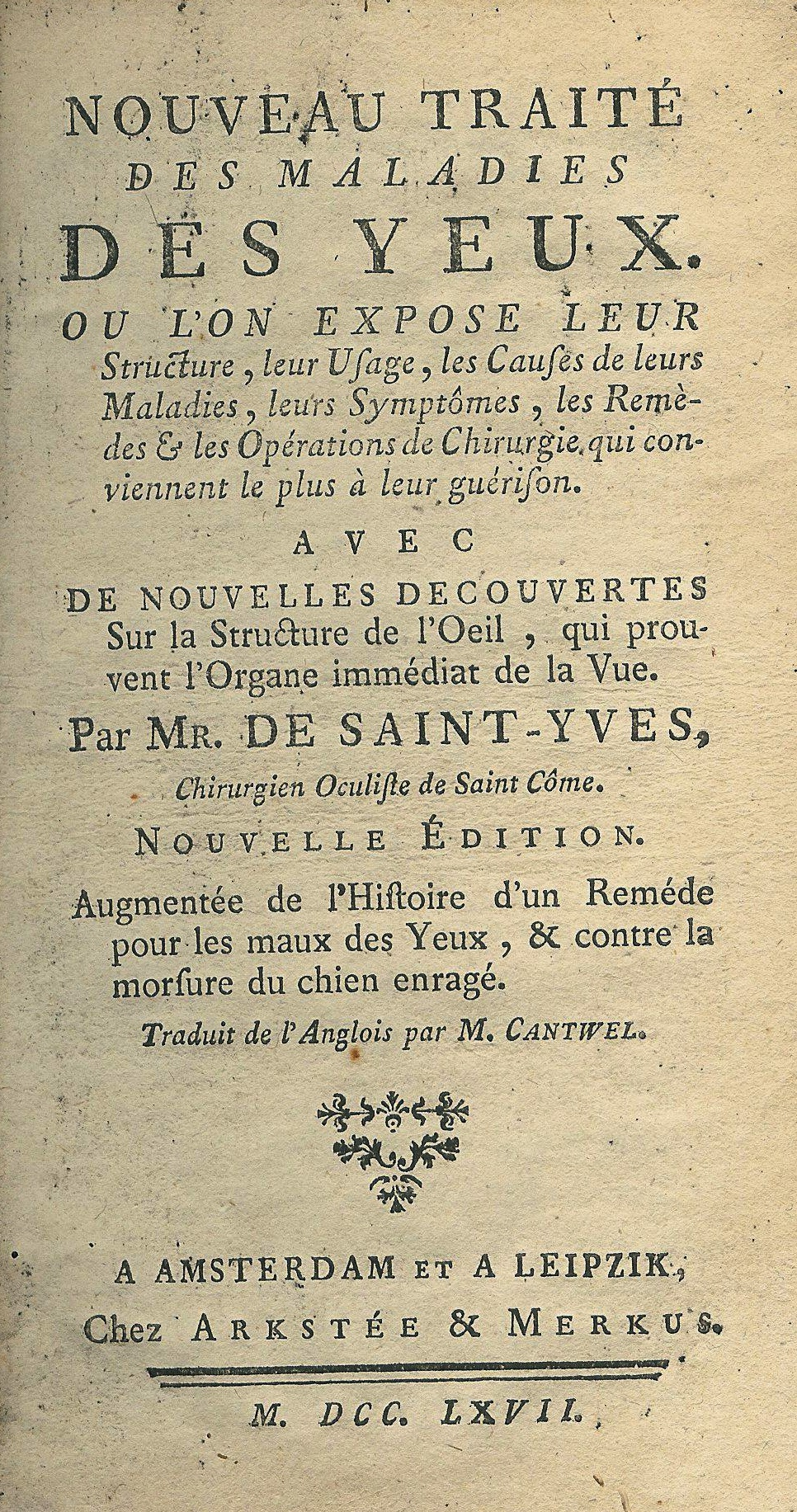
Charles de Saint-Yves, Traité des maladies des yeux, 3e édition 1767.

Charles Saint-Yves, ou de Saint-Yves, né le 10 novembre 1667 et mort le 3 août 1731, est un philanthrope et un oculiste français, célèbre pour son opération de la cataracte, et son traité d’ophtalmologie.

## Vie et carrière
Saint-Yves naît en 1667 à Maubert-Fontaine (Ardennes), d'une famille protégée par Marie de Guise, qui le fait venir à Paris avec son frère aîné (1660-1730) en qualité de page. Il entre chez les Lazaristes de Paris en 1686, et y sert à la pharmacie, où il étudie la médecine et la chirurgie.
Il se spécialise ensuite dans les maladies des yeux et l’ophtalmologie endocrinienne, et quitte le Prieuré Saint-Lazare pour s’établir en 1711 chez son frère aîné, rue Notre-Dame de Bonne-Nouvelle. 
Ses recherches, et en particulier son traitement de la cataracte, lui confèrent une réputation à travers l’Europe et font courir sa consultation. Les témoignages rapportent que Saint-Yves conserve jusqu’à sa mort un sens aigu de la charité, en particulier au service de patients indigents, ou accueillant des visiteurs de ses Ardennes natales.
Il meurt à Paris le 3 août 1731, jouissant alors d'une réputation importante et d'une large fortune (un demi million de livres) .

## L'opération de la cataracte
Au tournant des XVIIe et XVIIIe siècles se répand l'idée que le siège de la vision ne réside pas dans le cristallin, mais que celui-ci consiste en une lentille dont la dégradation (« humeur vitreuse ») entraîne la cataracte. Pierre Brisseau (1631-1717) présente de telles conclusions à l'Académie de Médecine en 1705 puis dans son Traité de la Cataracte et du Glaucome (1709), suivi de d'Antoire Maître-Jean (Traité des maladies de l’œil, 1707).
Ceci ouvre la voie à la recherche de traitements opératoires, et Saint-Yves pratique une première opération de la cataracte sur un sujet vivant en 1707 à Paris, et précise son mode chirurgical en menant plusieurs centaines d'extractions du cristallin par incision de la cornée durant cette première année, inventant ainsi l'occlusion par secteur. Saint-Yves conseille ensuite le chirurgien Jean-Louis Petit dans son opération de la cataracte en 1708. La technique s'affine dans les années qui suivent, au point de se pratiquer à une échelle relativement large dès la fin des années 1710.
L'Encyclopédie cite ainsi : « Parmi les auteurs françois, il n'y a que Saint-Yves, qui soit entré dans quelques détails très-succincts, sur la pratique de cette opération. Il passoit, au moyen d'une aiguille, une soie à travers le globe pour le soulever pendant l'extirpation ; il ne décrit point le procédé qu'il suivoit, & il se borne à dire, que les malades sont guéris en peu de temps. »

## Traité des maladies des yeux

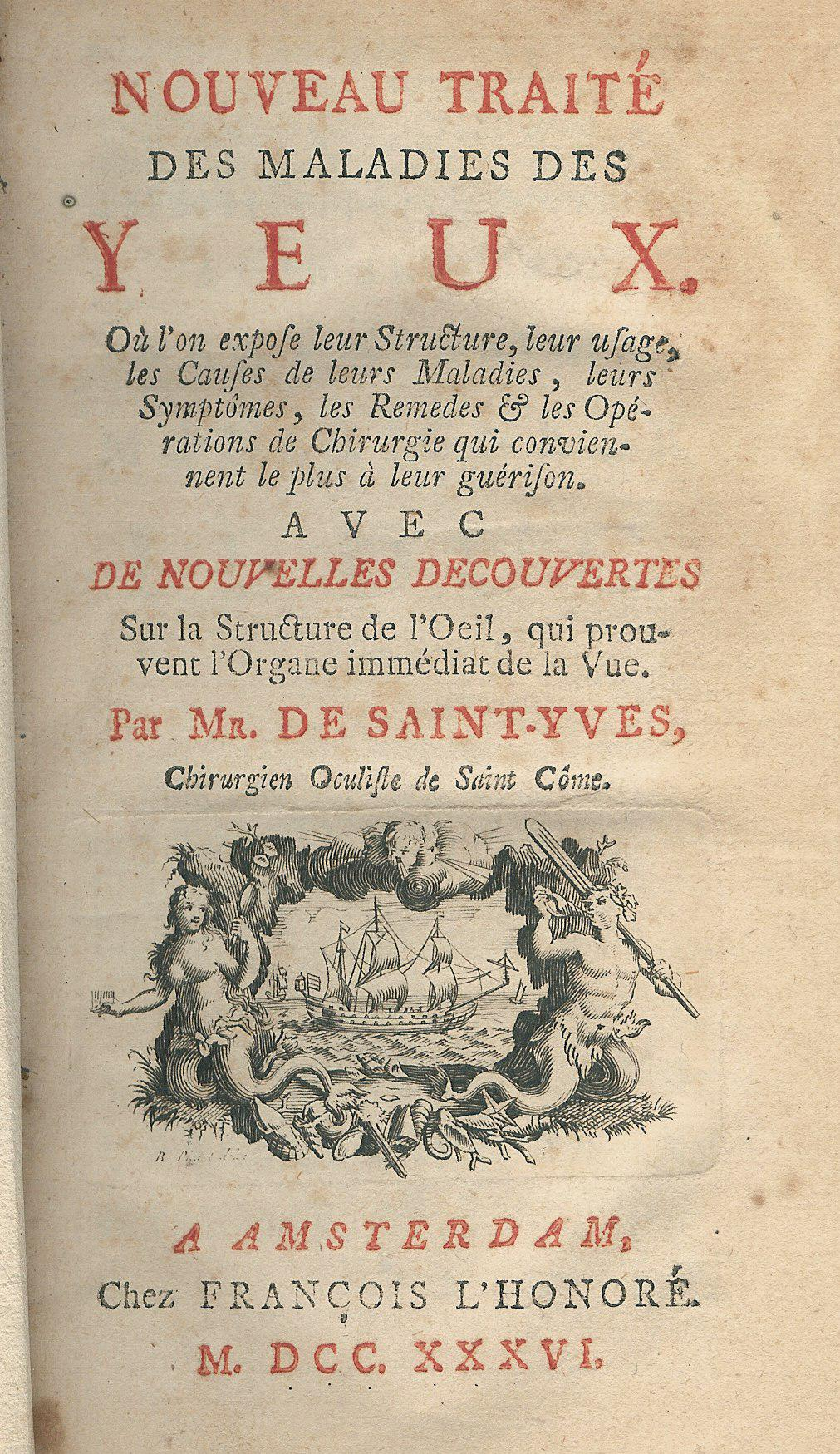
Charles de Saint-Yves, Traité des maladies des yeux, 2e édition 1736

Fort de cette expérience et de la renommée qui s'ensuivit, Saint-Yves publie en 1722 une monographie pathologique descriptive devenue l'une des références de l'école française d'ophtalmologie, sous le titre Nouveau traité des maladies des yeux où l'on expose leur structure, leur usage, les causes de leurs maladies, leurs symptômes, les remèdes  et les opérations de chirurgie qui conviennent le plus à leur guérison, avec de nouvelles découvertes sur la structure de l'œil, qui prouvent l'organe immédiat de la vue, par Mr de Saint-Yves, chirurgien oculiste de Saint Côme.
L'édition française originale parait à Paris en 1722, et est suivie de rééditions posthumes à Amsterdam (1736) et à Leipzig (1767). 
L'ouvrage, objet d’une querelle vite désamorcée dans le Mercure de France en mai 1722, devient une référence et l’on en publie diverses traductions à travers l'Europe, en anglais (Londres 1741 et 1744), en allemand (Berlin 1730), en italien (Venise 1750, 1768 et 1781), ou en néerlandais (1739).

## Postérité
Pour son mode opératoire et son traité, Saint-Yves s’inscrit parmi les pionniers de l’ophtalmologie moderne et est considéré comme un des pères de l'école française. Sa réputation est confortée par les soins de son ancien disciple Étienne Léoffroy, et auquel Saint-Yves, sans descendance directe, légue son nom et ses biens, l'ayant adopté par patente royale. 
Une lignée postérieure de médecins et d'intellectuels au nom Saint-Yves descend de Léoffroy plutôt que de branches collatérales qui entrèrent en litige avec ce dernier.